# Фридрих Хоце
Фридрих Хоце (20. април 1739 — 25. септембар 1799) је био аустријски генерал.

## Биографија
Године 1758. Хоце ступа у виртембершку, а од 1768. до 1776. и у руску војску. Учествовао је у свим ратовима против Пољске и Османског царства. У Француским револуционарним ратовима је учествовао у борбама на Рајни (1792–93), а 1795. године се истакао у освајању Манхајма. Следеће године је штитио повлачење снага аустријског надвојводе Карла до Дунава. Истакао се у борбама код Нересхајма, Нојмаркта и Вирцбурга. Године 1799. учествовао је у обе битке код Цириха као командант аустријског левог крила. Погинуо је на почетку друге битке приликом извиђања.